# تاپسفیلد (حوزه سرشماری)، ماساچوست
تاپسفیلد (به انگلیسی: Topsfield) یک منطقهٔ مسکونی در ایالات متحده آمریکا است که در شهرستان اسکس، ماساچوست واقع شده‌است. تاپسفیلد ۷٫۱ کیلومتر مربع مساحت و ۲٬۷۱۷ نفر جمعیت دارد و ۱۸ متر بالاتر از سطح دریا واقع شده‌است.